# Gene McFadden
Gene McFadden (* 2. Juli 1948; † 27. Januar 2006 in Mount Airy) war ein US-amerikanischer Sänger, Songwriter und Produzent.

## Leben und Wirken
McFadden arbeitete häufig mit John Whitehead zusammen, gründete mit diesem bereits in jungen Jahren in seiner Heimatstadt Philadelphia die Gruppe „The Epsilons“, die später von Otis Redding entdeckt wurde und aus der ebenfalls Lloyd Parkes hervorging, der später mit Harold Melvin zusammenarbeiten sollte.
Nach der Auflösung der Epsilons gründeten McFadden und Whitehead 1971 die Nachfolgegruppe Talk Of The Town, die von dem Philadelphia-Songwriter-Duo Gamble & Huff für das Label Philly International Records (PIR) unter Vertrag genommen wurde. Nach anhaltender Erfolglosigkeit zogen sie sich jedoch vorerst in den Hintergrund zurück, um nach dem Gamble & Huff-Vorbild für andere Künstler Lieder zu schreiben und zu produzieren. Erste Erfolge landeten sie mit Bad Luck und Wake Up Everybody für Harold Melvin oder Back Stabbers für The O’Jays. Auch andere namhafte „Philly“-Künstler wie Teddy Pendergrass, Archie Bell, The Fortunes oder The Jones Girls griffen auf das Duo zurück.
Erst 1979, als die „Philly“-Welle bereits am Abklingen war, traten McFadden und Whitehead als Duo wieder ins Rampenlicht. Mit der mittlerweile häufig kopierten und gesampleten Dance-Nummer Ain’t No Stoppin’ Us Now lieferten sie ihren ersten und zugleich größten Erfolg als Interpreten ab. Das Lied wurde im Juli 1979 in den USA mit einer Platin-Schallplatte ausgezeichnet. Das Stück wurde sogar für einen Grammy nominiert. Das gemeinsame Album Mc Fadden and Whitehead wurde im August 1979 mit Gold ausgezeichnet. Danach wurde es um das Duo wieder ruhiger, es folgten noch einige gemeinsame Arbeiten, unter anderem für Willie Collins oder die Söhne von John Whitehead – The Whitehead Brothers, doch auch als Songwriter hatten sie ihre erfolgreichste Zeit hinter sich; das Ende des Duos wurde eingeläutet, als Whitehead einige Zeit wegen Steuerhinterziehung im Gefängnis verbringen musste.
In den 80er und 90er Jahren versuchte McFadden, an die alten Songwriter-Erfolge anzuknüpfen, sein Name tauchte jedoch nur noch selten in der Hitparade auf, unter anderem in Verbindung mit Mary J. Blige (Never Been), Freddie Jackson (It’s Gonna Take A Long, Long Time) oder Destiny’s Child (Is She The Reason). Darüber hinaus gab es immer wieder Coverversionen von Ain’t No Stoppin’ Us Now, unter anderem von den Spice Girls feat. Luther Vandross und If You Don’t Know Me By Now, unter anderem von Simply Red und Freddie Jackson.
Im Jahr von John Whiteheads Ermordung, 2004, gab McFadden seine Leber- und Lungenkrebs-Erkrankung offiziell bekannt. Am 27. Januar 2006 erlag er seiner Krebserkrankung. Er hinterließ eine Frau, zwei Söhne und zwei Töchter.